# Grundbuchamt
Das Grundbuchamt ist im deutschen Recht ein Registergericht, das mit der Führung des Grundbuchs betraut ist.

## Allgemeines
Für die Führung der Grundbücher ist nach § 1 GBO das Amtsgericht für die in seinem Bezirk liegenden Grundstücke zuständig. Das Grundbuchamt ist für einen bestimmten Grundbuchbezirk zuständig; die Grundbuchbezirke decken sich mit den Gemeindebezirken (§ 2 Abs. 1 GBO). Grundbuchsachen gehören nach § 3 Nr. 1 h des Rechtspflegergesetzes in den Aufgabenbereich der Rechtspfleger.
Abweichende Vorschriften bestanden bislang in Baden-Württemberg (§§ 149, § 150 GBO), hier wurden nach alter Tradition die Grundbücher von den grundsätzlich in jeder Gemeinde eingerichteten staatlichen Grundbuchämtern geführt. Bis Ende 2017 wurden diese auf 13 zentrale Standorte bei den jeweiligen Amtsgerichten zentralisiert.

## Aufgaben
Die  Grundbuchämter überwachen bei Eintragungsanträgen und Löschungen die Einhaltung der materiell- (BGB) und formellrechtlichen (GBO, Grundbuchverfügung) Voraussetzungen, um die Richtigkeit des Grundbuchs sicherzustellen. Damit soll gewährleistet werden, dass der öffentliche Glaube des Grundbuchs von richtigen Eintragungen und Löschungen ausgehen darf (§ 891 Abs. 1 BGB). Das Grundbuchamt ist nicht nur zur Beachtung der formellen Eintragungsvoraussetzungen, sondern auch zur Wahrung der Richtigkeit des Grundbuchs verpflichtet und darf deshalb keine Eintragungen vornehmen, deren Unrichtigkeit ihm bekannt ist. Es prüft die Einhaltung der Verfahrensregeln der GBO und stellt dazu von Amts wegen die erforderlichen Ermittlungen an (§ 26 FamFG). Dies gilt auch gegenüber dem Eintragungsersuchen einer Behörde. Geht schon aus den beigefügten Unterlagen hervor, dass die begehrte Eintragung das Grundbuch unrichtig machen würde, so darf das Grundbuchamt den Anträgen nicht entsprechen. Die Registergerichte haben Eintragungen und Löschungen auf ihre formelle und materielle Richtigkeit von Amts wegen zu überprüfen. Dabei prüfen die Grundbuchämter im Detail bis hin zur Frage, ob eine Eigentumswohnung in sich abgeschlossen ist. Hier ist dem Grundbuchamt durch Bescheinigung der Baubehörde § 7 Abs. 4 I Nr. 2 WEG die Abgeschlossenheit nachzuweisen.
Eintragungen und Löschungen werden durch entsprechende Anträge ausgelöst, die als Grundakten ebenfalls vom Grundbuchamt aufbewahrt und geführt werden. Dem Grundbuchamt kommt beim Eintragungsverfahren eine wesentliche Rolle zu, weil es die Eintragungsreihenfolge mehrerer im selben Grundbuch einzutragenden Rechte festlegt und damit über die im Grundbuch eingetragene Rangfolge entscheidet. Da das Eintragungsdatum von prinzipieller Bedeutung ist (§ 879 Abs. 1 BGB), muss nach § 13 Abs. 2 Satz 1 GBO der Zeitpunkt des Antragseingangs beim Grundbuchamt genau vermerkt werden („Präsentat“). In § 17 GBO wird bestimmt, dass das Grundbuchamt die Eingangsreihenfolge auch für die Bearbeitungsfolge einzuhalten hat. Eine taggleiche Bearbeitung eingehender Grundbuchanträge ist daher zur Wahrung der sich aus der Grundbucheintragung ergebenden gesetzlichen Rangfolge nicht erforderlich. Das Grundbuchamt ist gezwungen, die postalische Eingangsreihenfolge bei der Eintragung zu übernehmen.
Das Grundbuchamt ist zudem für die Grundbucheinsicht (§§ 12, § 12c GBO) und die Erstellung von Grundbuchauszügen (§§ 3 Abs. 1, 12, 12c GBO) zuständig. Hier prüft es, ob jemand die materielle und formelle Berechtigung besitzt, ins Grundbuch und die Grundakten Einblick nehmen zu dürfen. Grundbuchauszüge werden auf Antrag kostenpflichtig erstellt, Grundbuchbenachrichtigungen erfolgen hingegen nach § 55 GBO automatisch an die Beteiligten einer Eintragung oder Löschung.

## Richtigkeit des Grundbuchs
Ziel der Prüfungen des Grundbuchamts ist die Richtigkeit des Grundbuchs, auf die der Rechtsverkehr nach § 891 Abs. 1 BGB vertrauen darf. Unrichtig ist im Rechtssinne ein Grundbuch, wenn eine falsche Eintragung oder Löschung den öffentlichen Glauben nach den §§ 892, 893 BGB verbreitet, weil ein bestehendes Grundstücksrecht nicht eingetragen ist oder ein eingetragenes Grundstücksrecht nicht besteht. Das Grundbuchamt hat also fehlerhafte Eintragungen oder Löschungen zu verhindern. Kommt es dennoch zu falschen Eintragungen, wird das Grundbuch unrichtig. Das Grundbuch ist unrichtig, wenn sein Inhalt mit der materiellen Rechtslage nicht in Einklang steht
- im Hinblick auf ein dingliches Grundstücksrecht oder an einem Recht an einem Grundstücksrecht,
- im Hinblick auf eine eintragungsfähige, jedoch nicht oder nicht richtig eingetragene oder zu Unrecht gelöschte Verfügungsbeschränkung
- bezüglich einer zu Unrecht eingetragenen oder gelöschten Vormerkung oder eines Widerspruchs.[5]

Der öffentliche Glaube des Grundbuchs ist so stark, dass bei gutgläubigem Erwerb eines Dritten ein unrichtiges Recht geheilt wird (§§ 892, 893 BGB).

## Behandlung unrichtiger Eintragungen

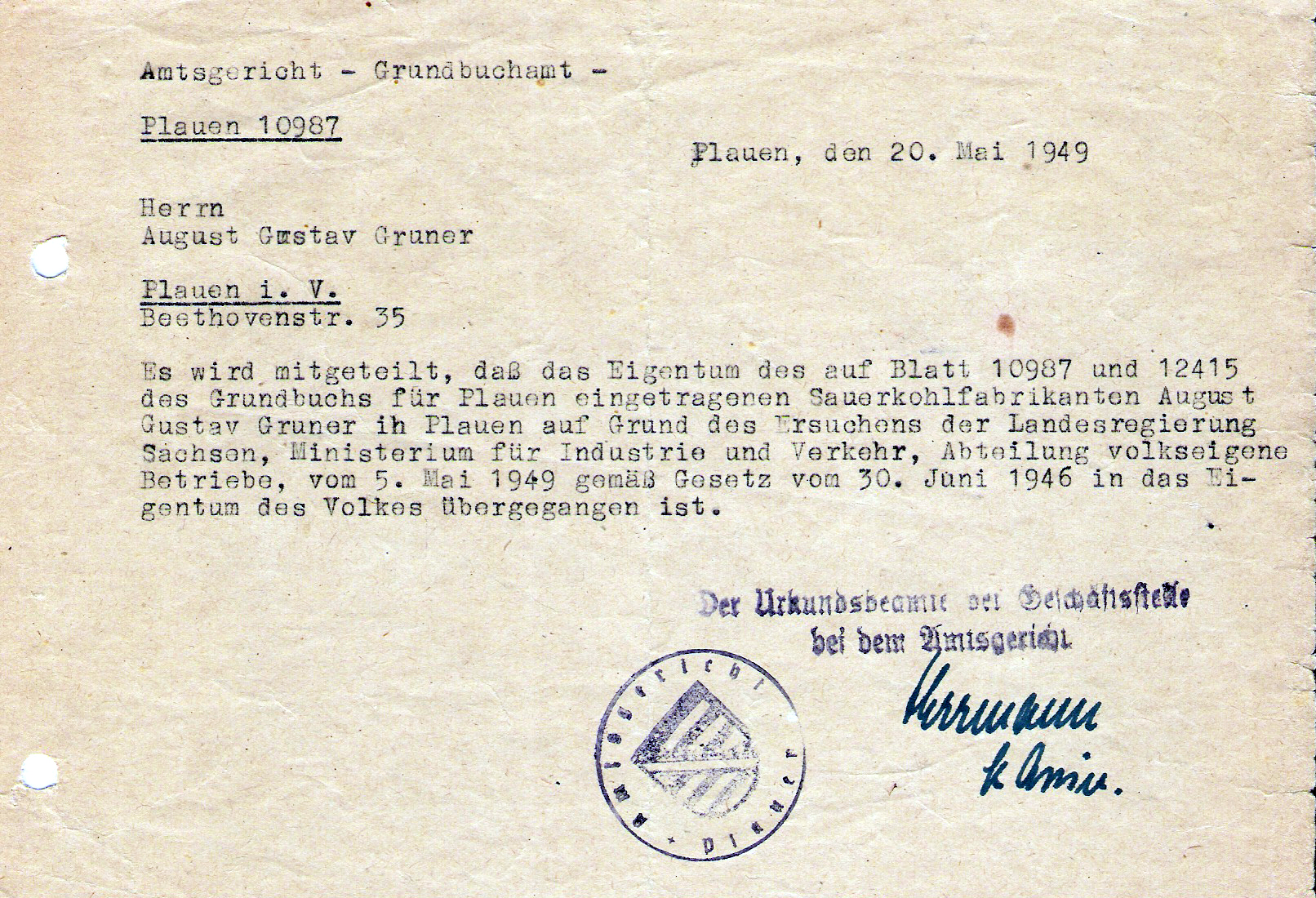
Schreiben des Grundbuchamtes zur Enteignung zweier Grundstücke in der Stadt Plauen an den ehemaligen Besitzer (20. Mai 1949)

Hat das Grundbuchamt bei der Eintragung gesetzliche Vorschriften verletzt und damit die Unrichtigkeit des Grundbuchs herbeigeführt, so ist nach § 53 Abs. 1 GBO von Amts wegen ein Widerspruch einzutragen. Eine Amtslöschung ist nach dieser Bestimmung herbeizuführen, wenn sich eine Eintragung als inhaltlich unzulässig erweist. Erlischt nämlich die am Grundstück lastende Dienstbarkeit an einer Eigentumswohnungs-Einheit durch Zuschlag in der Zwangsversteigerung, so erlischt sie am ganzen Grundstück und ist auf den anderen WEG-Einheiten als inhaltlich unzulässig im Sinne des § 53 Abs. 1 Satz 2 GBO von Amts wegen zu löschen. Das Grundbuch kann nur durch das Grundbuchamt berichtigt werden, es erwartet dann jedoch die Bewilligung des von der Berichtigung Betroffenen (§ 19 GBO).

## Registergericht
Bei der Prüfung hat das Grundbuchamt auch auftretende Rechtsfragen zu entscheiden. Hierbei steht die Gerichtsfunktion des Registergerichts im Vordergrund, wenngleich den Grundbuch- (und allgemein den Registergerichten) keine Spruchrichterfunktion zukommt. Deshalb gilt für Registerrichter das so genannte Spruchrichterprivileg nach § 839 Abs. 2 BGB nicht, weil Grundbuchrichter keine Urteile in streitigen Rechtssachen fällen. Beschlüsse des Grundbuchamts gehören zur Freiwilligen Gerichtsbarkeit, gegen die als Rechtsbehelf lediglich die Beschwerde möglich ist, die vom zuständigen Oberlandesgericht verhandelt wird (§ 72 GBO). Verstöße des Grundbuchamtes gegen die Rangfolgebestimmungen des § 17 und § 45 GBO machen das Grundbuch übrigens nicht unrichtig, sodass kein Berichtigungsanspruch und keine Möglichkeit zum Amtswiderspruch besteht (§ 53 Abs. 1, § 71 Abs. 2 GBO). Der Benachteiligte aus dieser fehlerhaften Eintragung hat gegenüber dem Begünstigten keinen Bereicherungsanspruch, es verbleibt nur der Ersatzanspruch aus Amtspflichtsverletzung (§ 839 BGB).

## Überlastung des Grundbuchamts
In einer grundlegenden Entscheidung hat der BGH zur Frage der übermäßigen Dauer der Bearbeitung von Anträgen durch das Grundbuchamt wegen Überlastung Stellung genommen. Danach hat der Staat seine Gerichte so auszustatten, dass sie die anstehenden Verfahren ohne vermeidbare Verzögerung abschließen können. Bei Anträgen bestehe im behördlichen Verfahren die Amtspflicht, das Gesuch gewissenhaft, förderlich, sachdienlich und in angemessener Frist zu bearbeiten und bei Entscheidungsreife zu erledigen. Sei eine Behörde über längere Zeit stark belastet, so erfordere eine ordnungsgemäße öffentliche Verwaltung, diese Behörde mit ausreichenden sachlichen und personellen Mitteln auszustatten, damit sie die Angelegenheiten der Bürger bearbeiten könne. Zwar bestehe eine solche Verpflichtung lediglich gegenüber der Allgemeinheit; wirke sich die unzureichende Ausstattung einer Behörde aber so aus, dass diese die ihr dem Bürger gegenüber obliegenden Aufgaben nur mit unvertretbaren Verzögerungen erfüllen könne, liege darin eine Amtspflichtverletzung gegenüber dem Betroffenen. Im Rechtsstaat hat jede Behörde die Amtspflicht, Anträge mit der gebotenen Beschleunigung zu bearbeiten und, sobald ihre Prüfung abgeschlossen ist, ungesäumt zu bescheiden.